# Despedida
Despedida é quinta faixa do álbum auto-intitulado da banda Selvagens à Procura de Lei. Composta por Gabriel Aragão e Rafael Martins, ambos dividem os vocais na música juntamente com o baterista Nicholas Magalhães no refrão. Foi produzida por David Corcos
"A ideia de ter o Nicholas nos vocais pela primeira vez veio depois da gente ouvir ele cantando Tim Maia. Mudou completamente o nosso som e abriu muitas portas pra gente. É uma das músicas mais especiais dos Selvagens" conta Gabriel. Rafael ainda conta que a música tem uma pegada mais soul, diferente das outras músicas que vão numa vertente de rock clássico.

## Créditos
- Rafael Martins - Guitarra, voz e backing vocals
- Gabriel Aragão - Guitarra, voz e backing vocals
- Nicholas Magalhães - Bateria e voz
- Caio Evangelista - Baixo e backing vocals